# Ricardo Merlo
Ricardo Antonio Merlo (Buenos Aires, 25 maggio 1962) è un politico italiano, fondatore del MAIE.
Nato e residente in Argentina, è titolare della cittadinanza italiana iure sanguinis.

## Biografia
Laureato in Scienze Politiche all'Università di El Salvador ha perfezionato i suoi studi in Italia presso l'Università degli Studi di Padova.
Dal 1986 ha anche svolto attività giornalistica: tra quell’anno e il 1990 ha lavorato come Direttore del giornale “Titulares”, e tra il 1988 e il 1994 nello stesso incarico al giornale “L’aria veneta”, entrambi con sede a Buenos Aires. Tra l’anno 2003 e il 2005, è stato conduttore del programma televisivo “De verdad”, una trasmissione di politica internazionale di prima serata (CVN).
Nell’ambito dell’associazionismo italo-argentino, è stato delegato latinoamericano dell’Unione Triveneti nel Mondo della Sezione giovani, rappresentante della gioventù argentina al Convegno sulle problematiche della gioventù discendente degli italiani nel mondo tenuto a Sydney nell'aprile 1993 e rappresentante latinoamericano al “Convegno mondiale Unione Triveneti nel Mondo” (Venezia, 1995). È stato organizzatore e relatore al “Convegno mondiale UTRIM” (Buenos Aires, 1996), presidente della Federazione Veneta Argentina (CAVA) tra gli anni 2002 e 2006, presidente dell’Associazione Trevisani nel Mondo Argentina (2007), e rappresentante in America Latina per il Sudamerica dell’Unione Nazionale Associazione Immigrati ed Emigrati.
È stato inoltre autore del progetto A.V.A. mediante il quale viene instaurata un’opera sociale privata per 500 anziani veneti residenti in Argentina nel 2004, e autore del progetto PLIA dell’anno 2005 per l’assegnazione di 1.000 borse di studio per lo studio gratuito dell’italiano nella scuola “ Dante Alighieri” in Argentina.

### Attività politica
Tra il 1998 e il 2003, è stato eletto membro del Consiglio Generale degli Italiani all’Estero a Buenos Aires e poi, nel 2004, è stato eletto presidente del COMITES di Buenos Aires, il più numeroso al mondo. Nell’anno 2005, ricopre il ruolo di presidente dell'Intercomites Argentina.

#### Elezione a deputato
Alle elezioni politiche del 2006 viene eletto per la prima volta deputato nella circoscrizione estero della Camera nella lista Associazioni Italiane in Sud America, un movimento politico fondato da Luigi Pallaro nel 2005. Durante la XV Legislatura è stato membro della III Commissione Affari Esteri e Comunitari, del Comitato per i Diritti Umani e del Comitato Italiani all’Estero.
Nel 2007 fonda il partito politico denominato Movimento Associativo Italiani all'Estero, tramite il quale verrà riconfermato nel suo incarico alle elezioni politiche del 2008.
Nella XVI legislatura della Repubblica Italiana, come deputato del MAIE ha fatto parte del Gruppo misto alla Camera dei deputati. Si avvicina ai Liberal Democratici, collocandosi all'opposizione del governo Berlusconi IV. Nel marzo 2011 aderisce alla coalizione dell'Unione di Centro.
Durante la XVI Legislatura ha avuto i seguenti incarichi: membro della III Commissione Affari Esteri e Comunitari, membro del Comitato per i Diritti Umani, membro Comitato Italiani all'Estero, ed è stato nominato a novembre 2008 vicepresidente del Gruppo italiano dell’UIP - Unione Interparlamentare e a maggio 2009, presidente della Sezione Bilaterale di Amicizia UIP Italia – Venezuela.
Alle elezioni politiche del 2013 è rieletto alla Camera dei deputati con il suo Movimento Associativo Italiani all'Estero. Nelle elezioni politiche del 2006 Merlo ha ottenuto 43.057 preferenze, in quelle del 2008, 51.565, e nel 2013, 71273 preferenze, rivelandosi sempre il deputato eletto all’estero con maggior numero di preferenze.
Nella XVII legislatura costituisce la Componente del MAIE nel gruppo misto, a cui si aggiungeranno, a settembre 2015, anche i sette deputati di Alleanza Liberalpopolare-Autonomie.
Ad ottobre 2016 il MAIE e ALA abbandonano il gruppo misto per creare un gruppo parlamentare autonomo insieme ai deputati di Scelta Civica che hanno seguito Enrico Zanetti. Il nuovo gruppo è denominato "Noi con l'Italia-Scelta Civica per l'Italia-MAIE".

#### Elezione a senatore: sottosegretario nei governi Conte
Alle elezioni politiche del 2018 viene eletto senatore e vota la fiducia al governo Conte I, divenendone poi, il 12 giugno 2018, sottosegretario agli affari esteri per il ministro Enzo Moavero Milanesi; per la prima volta il MAIE prende parte alla compagine di "sottogoverno" con un proprio rappresentante. Nel settembre del 2019 viene quindi riconfermato sottosegretario agli esteri nel governo Conte II per il nuovo ministro Luigi Di Maio.
Nel dicembre del 2019 è tra i 71 senatori firmatari della richiesta di referendum confermativo sulla riforma costituzionale di riduzione del numero dei parlamentari.
Il 27 gennaio 2021 partecipa alla formazione al Senato di Europeisti-Maie-Centro Democratico, gruppo di 10 parlamentari del Misto di diversa provenienza (MAIE, CD, Autonomie, ex M5S, ex PD, ex FI) che si scioglie il 28 marzo seguente.
L'11 luglio 2022 Merlo, Andrea Causin e Marinella Pacifico di Coraggio Italia formano una loro componente.